# MLB 14: The Show
MLB 14: The Show es un videojuego de Grandes Ligas de Béisbol desarrollado y publicado por Sony Computer Entertainment. Es el noveno título de la franquicia MLB: The Show. Su lanzamiento fue anunciado el 4 de noviembre de 2013. Igual que sus antecesores, la versión de Canadá tendrá una carátula única para el juego, con el tercera base Brett Lawrie de los Toronto Blue Jays en la portada.[cita requerida]

## Banda sonora
- Aloe Blacc - "Can You Do This"
- Band Of Skulls - "Asleep at the Wheel"
- Big Data - "Dangerous"
- Black Joe Lewis - "The Hipster"
- Black Rebel Motorcycle Club - "Rival"
- Broken Bells - "Holding On for Life"
- Flume feat. T.Shirt - "On Top"
- Jake Bugg - "Slumville Sunrise"
- Link Wray - "Fire and Brimstone"
- MC Breed - "Ain't No Future In Yo' Frontin'"
- Nick Waterhouse - "This Is a Game"
- Sir Sly - "Gold"
- The Pack A.D. - "Creepin' Jenny"

## Recepción
Matt Beaudette de Hardcore Gamer le dio al juego un 4/5, llamándolo "excelente", yendo a decir que "parece bastante evidente que la mayor parte del trabajo en el juego de este año fue para ponerlo en funcionamiento en la PS4 con nuevos gráficos brillantes".
Ryan McCaffrey de IGN dio al juego un 8.1/10, diciendo que era "una vez más, una simulación del béisbol estelar que está llena de modos de juego de calidad suficiente para ocuparme y entretenerme durante toda la temporada, pero hay algunas características nuevas y emocionantes, y en línea es actualmente una experiencia muy lenta".
Jack DeVries de GameSpot dio al juego un 8/10, y comentó: "La presentación en The Show sigue siendo estelar, ofreciendo comentarios animados e informativos que tienen más humor de lo que cabría esperar".
La versión PlayStation 4 del juego se convirtió en la entrada de mayor venta en la serie hasta la fecha dentro de la primera semana del lanzamiento del juego en la plataforma.